# 網掛け
網掛け（あみかけ）とは、文字などの上に使用するモザイクのような模様である。文字の上に網掛けにすることで、文字を強調したり、文字を消す打ち消し線のような用途にして用いられる。また、地図やグラフなどで単色表示時に色分けの代わりに用いられる。
模様は格子状だけでなく、横線、縦線、斜線の集合が用いられたり、点や丸などの記号の集合が用いられたりする。
白と黒の中間色の意味で用いられることもある。

## 符号位置
| 記号 | Unicode | JIS X 0213 | 文字参照         | 名称         |
| ---- | ------- | ---------- | ---------------- | ------------ |
| ░    | U+2591  | -          | &#x2591; &#9617; | LIGHT SHADE  |
| ▒    | U+2592  | -          | &#x2592; &#9618; | MEDIUM SHADE |
| ▓    | U+2593  | -          | &#x2593; &#9619; | DARK SHADE   |